# 応州
応州（おうしゅう）は、中国にかつて存在した州。唐代から民国初年にかけて、現在の山西省応県一帯に設置された。

## 概要
乾符年間、唐により朔州金城県に応州が置かれた。
遼のとき、応州は西京路に属し、金城・渾源・河陰の3県を管轄した。1167年（大定7年）、金により河陰県は山陰県と改称された。
元のとき、応州は大同路に属し、金城・山陰の2県を管轄した。
1369年（洪武2年）、明により金城県は廃止され、応州に編入された。応州は大同府に属し、山陰県1県を管轄した。
清のとき、応州は大同府に属し、属県を持たない散州となった。
1912年、中華民国により応州は廃止され、応県と改められた。